# 涂家湖
涂家湖是一个位于中华人民共和国湖北省黄冈市的淡水湖，面积约为3.57平方千米。它的一级流域为长江流域，二级流域为长江干流水系。